# Dirck Jacobsz.

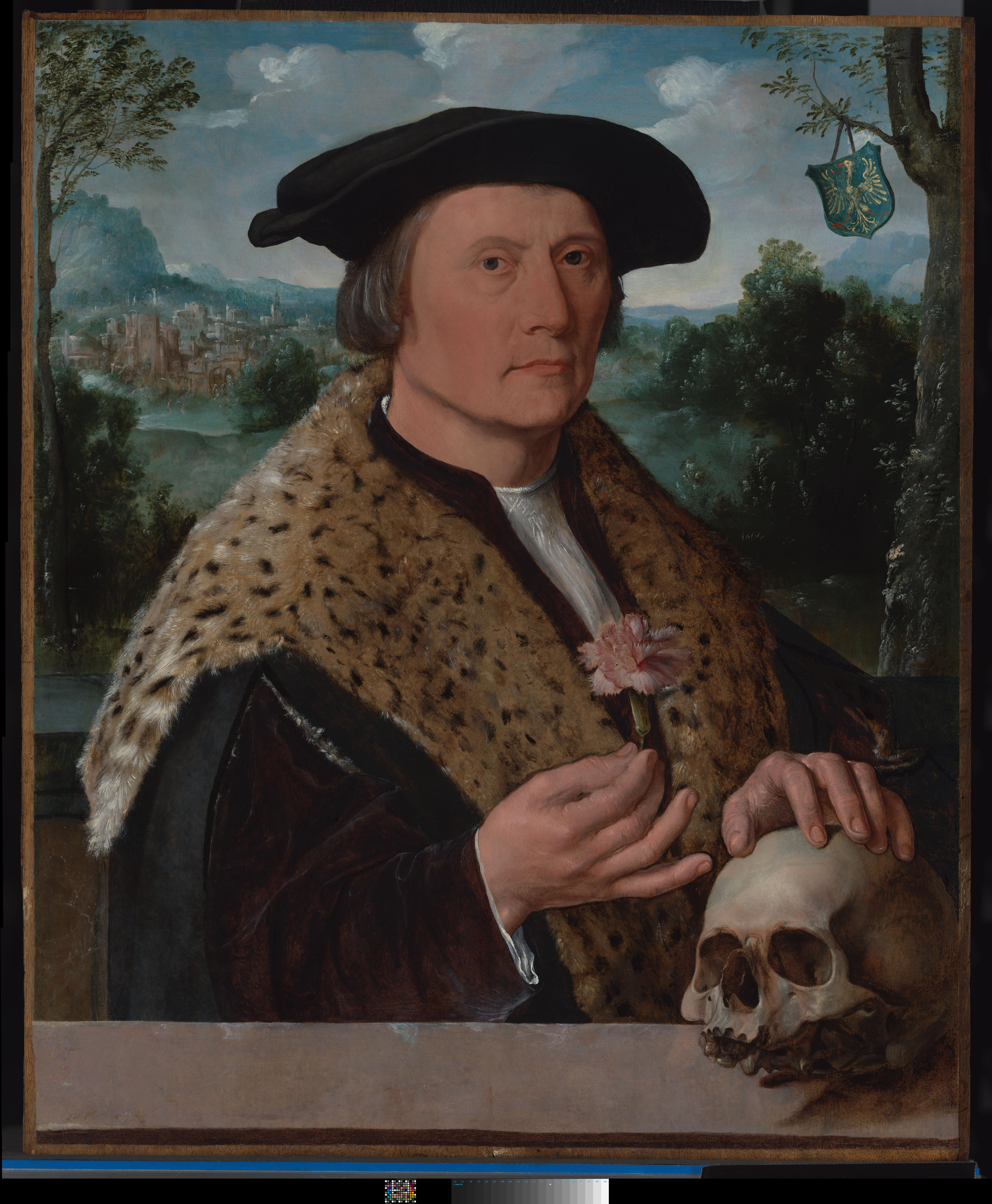
Dirck Jacobsz. Portret van Pompeius Occo. Ca. 1531. Rijksmuseum Amsterdam.

Dirck Jacobsz. (1496 - 1567) was een Nederlandse Renaissanceschilder.
De exacte plaats waar hij geboren is, is niet bekend, maar wel dat hij opgroeide in Amsterdam. Jacobsz. werd geboren in een familie van schilders en leerde het vak van zijn vader Jacob Cornelisz. van Oostsanen. Tijdens deze periode leerde hij de mede-Amsterdamse schilder Jan van Scorel kennen, met wie hij in zijn verdere leven bevriend bleef. Hij werd sterk beïnvloed door het maniërisme van Van Scorel.
Hij was een van de eerste schilders die zich specialiseerden in het schilderen van portretten. Jacobsz. schilderde een portret van Pompeius Occo dat het eerste renaissance-portret was door een Amsterdamse schilder. Jacobsz. verwerkte in zijn schilderijen vaak voorwerpen die verwezen naar de vergankelijkheid van het leven, zoals schedels en zandlopers. In zijn latere jaren raakte hij overschaduwd door Anthonie Mor uit Utrecht, hofschilder voor de Spaanse Nederlanden.
In 1529 schilderde hij een groepsportret van schutters dat wordt gezien als zijn belangrijkste schilderij. Het was het eerste legerportret in de Nederlandse geschiedenis. Het schilderen van schuttersportretten werd een Nederlandse schildersspecialiteit.
- Biografisch Portaal: 06644874
- Gemeinsame Normdatei: 141283289
- International Standard Name Identifier: 0000 0000 7891 1067
- Library of Congress Control Number: nr92038690
- Nederlandse Thesaurus van Auteursnamen: 273420070
- RKD-Nederlands Instituut voor Kunstgeschiedenis: 41402
- Union List of Artist Names: 500013409
- Virtual International Authority File: 76183043
- WorldCat: E39PBJvmGtQPHFfGH43jJDfTHC